# الاتفاق الثلاثي
يرجى عدم الخلط بين هذا الاتفاق، وبين الحلف الثلاثي.
الاتفاق الثلاثي هي اتفاقية وقعت في العاصمة الألمانية برلين في 27 سبتمبر 1940 بين ألمانيا برئاسة أدولف هتلر ومملكة إيطاليا بحضور وزير خارجية إيطاليا جيلزيرو كيانو وسفير إمبراطورية اليابان في ألمانيا سابورو كوروسو، شكلت بموجب الاتفاقية قوات دول المحور في الحرب العالمية الثانية.

## الخلفية التاريخية
اتفقت الدول الثلاث على أن للسنوات العشر القادمة التي «ستقف جنبا إلى جنب وتتعاون مع بعضها البعض فيه.. من أجل تعزيز الازدهار المشترك ورفاهية الشعوب المعنية». وتعهدت «لمساعدة بعضها البعض بكل الوسائل السياسية والاقتصادية والعسكرية عند تعرض واحدة من السلطات الثلاث المتعاقدة لهجوم»، من أي جهة باستثناء الاتحاد السوفياتي.
هذا الاتفاق ساعد في التغلب على الخلاف الذي نشأ بين اليابان وألمانيا في أعقاب اتفاقية عدم الاعتداء التي وقعت بين ألمانيا والاتحاد السوفياتي في عام 1939.
انضمت إلى الاتفاق في وقت لاحق كل من: المجر (20 نوفمبر 1940)، رومانيا (23 نوفمبر 1940)، سلوفاكيا (24 نوفمبر 1940)، بلغاريا (1 مارس 1941)، يوغوسلافيا (25 مارس 1941) وكرواتيا (15 يونيو 1941).

## بنود الاتفاق
- المادة (1). اليابان تعترف وتحترم رغبة ألمانيا وإيطاليا في إنشاء نظام جديد في أوروبا.
- المادة (2). ألمانيا وإيطاليا تعترفان وتحترمان قيادة اليابان في إنشاء نظام جديد في منطقة شرق آسيا الكبرى.
- المادة (3). اليابان وألمانيا وإيطاليا تتفقان على التعاون وتتعهد كذلك على أن تساعد بعضها بعضا بجميع الوسائل السياسية والاقتصادية والعسكرية من الدول المتعاقدة في حالة تعرض أي منهم لهجوم من جانب أي دولة معادية.
- المادة (4). لتنفيذ الاتفاق الحالي، يتم تشكيل اللجان الفنية المشتركة، التي يتم تعيينها من قبل حكومات كل من اليابان وألمانيا وإيطاليا، وسوف يجتمع دون تأخير.
- المادة (5). اليابان وألمانيا وإيطاليا تؤكدان أن الاتفاق المذكور لن يؤثر بأي حال من الأحوال الوضع السياسي القائم في الوقت الحاضر بين كل ثلاثة من الدول المتعاقدة والاتحاد السوفياتي.
- المادة (6). الاتفاق الحالي يجب أن يصبح ساري المفعول فور التوقيع عليه ويظل ساري المفعول مدة عشر سنوات من التاريخ. في الوقت المناسب، وقبل انتهاء مدته، بناء على طلب من أي منهم، تعقد المفاوضات لتجديد الاتفاق.

## نهاية التحالف
استسلمت مملكة إيطاليا لقوات الحلفاء في 1943، ما اعتبر بداية النهاية للتحالف الثلاثي. بينما استمرت جمهورية إيطاليا الاشتراكية في المحافظة على تحالفها مع ألمانيا حتى نهاية الحرب، لم تكن الجمهورية الاشتراكية سوى حكومة عميلة للألمان. في 1944، تحولت كل من بلغاريا ورومانيا إلى حلفاء للاتحاد السوفيتي. بعد الانتفاضة السلوفاكية في منتصف 1944، أنهى الألمان ما تبقى من استقلال سلوفاكيا. ظلت المجر عضوة صغرى في التحالف إلى جانب ألمانيا واليابان (الأعضاء الكبار). على الرغم من ذلك، في بداية أبريل 1945، تمكن الحلفاء من المجر، واضطر زعيمها المؤيد لألمانيا فرينك سزلاسي وحكومته الفاشية إلى الهرب. عرفياً ظل الاتفاق الثلاثي ساري المفعول حتى استسلام اليابان، إلا أن اجتياح الحلفاء لألمانيا كان نهاية لأي معنى ذا تأثير لهذا الاتفاق.